# Uchouten Kazoku
Uchōten Kazoku! (яп. 有頂天家族 Утё:тэн кадзоку, «Экзотическая семейка») — роман, написанный Томихико Морими в 2007 году. 7 июля в 2013 году книга была адаптирована студией P.A. Works в аниме-сериал, в 2017 году вышло его продолжение.
В 2017 году сериал был объявлен «Киотским послом доброй воли» и стал использоваться для привлечения в Киото туристов.

## Сюжет
Действие сериала происходит в современном Киото. Люди живут в городах, в то время как тануки скитаются по земле, а тэнгу — по небу. История повествует о семье японских тануки Симогамо. У этих тануки есть способность превращаться во что угодно: людей, животных или в неодушевленные предметы. Третьему сыну семьи, Ясабуро, нравится суматошная повседневная жизнь. Он часто навещает своего учителя Акадаму, тэнгу. Через него он знакомится с Бэнтэн, женщиной, которую Акадама научил летать как тэнгу. По ходу развития сюжета, члены семьи Симогамо сталкиваются с туманным прошлым, связанным с преждевременной смертью их отца. Более того, Бэнтэн является членом общества «Любители пятниц», которые всегда едят блюдо из тануки на Новый Год. Таким образом, семья Симогамо с одной стороны, стараются жить беззаботной жизнью, заниматься развитием отношений с другими семьями тануки, а с другой — пытаются не попасть на праздничный стол к «Любителям Пятниц».

## Персонажи
Симогамо Соитиро — глава рода Симогамо. Он был великим тануки, обладающим силой, способной свернуть горы, которой пользовался для поддержания мира и порядка в Киото. Однако неожиданно для всех встретил свою кончину в набэ «Любителей пятниц»
Сэйю: Судзуки Риндзо / Исихара Бон
Симогамо Ясабуро — главный герой истории, третий сын Симогамо Соитиро. Беспечно проводит жизнь, заботится о старом наставнике тэнгу и вечно вляпывается в неприятности, водясь с Бэнтэн.
Сэйю: Такахиро Сакураи
Симогамо Ядзиро — второй сын Симогамо Соитиро. Не смирившись со смертью отца и своей бесполезностью, превратился в лягушку и поселился на дне колодца, где ныне выслушивает людей, приходящих поведать ему о проблемах, пытаясь забыть о своих.
Сэйю: Хироюки Ёсино
Бэнтэн — Судзуки Сатоми, девушка, ранее похищенная влюбившимся в неё старым тэнгу, который обучил её летательным приёмам, однако она всего лишь человек и ныне член клуба «Любителей пятниц». Виновна в смерти отца Ясабуро.
Сэйю: Мамико Ното
Симогамо Яитиро — старший сын Симогамо Соитиро. Он уважаемый член общества тануки и один из претендентов на главенствующий пост нисэ-эмон, который ранее занимал его отец.
Сэйю: Дзюнъити Сувабэ
Симогамо Ясиро — младший из братьев Симогамо, который ещё толком не научился превращаться, из-за чего в человеческой форме от страха у него появляется хвост.
Сэйю: Май Накахара

## Саундтрек
Музыкальные темы к сериалу написал композитор Ёсиаки Фудзисава совместно с Сигэру Сайто и Ёсиюки Ито. Песни в аниме-сериале были исполнены Кёити Миядзакой, Хидэки Хаяси, Милктабом и певицей fhána.
- Открывающая тема:

«Uchōten Jinsei (有頂天人生)» исполняет: МилкТаб
- Закрывающая тема:

«Qué será, será (ケセラセラ)» исполняет: fhána